# Eumetopias jubatus
El león marino de Steller (Eumetopias jubatus) es una especie de mamífero pinnípedo de la familia de los otáridos que habita en las costas rocosas y aguas costeras del norte del Pacífico, tanto en Asia como en América.
Su hábitat actual se extiende desde las islas Kuriles, el mar de Ojotsk y la costa de la península de Kamchatka en Rusia, a lo largo de las islas Aleutianas, hasta la costa pacífica americana, desde el golfo de Alaska hasta la isla Año Nuevo en California.  Hasta 1980 se les observó en el archipiélago del Norte.
El macho alcanza hasta 3,3 m de longitud y una tonelada de peso, mientras la hembra alcanza 2,5 m y 300 kg, convirtiéndolo en el miembro más grande de la familia Otariidea, y también figura entre los mayores pinnípedos, únicamente la morsa y los elefantes marinos lo superan en tamaño.
En la época de reproducción vive en grupos grandes. Los machos llegan en mayo a las islas del norte y cada uno establece su territorio, donde dos semanas después llegan las hembras que se congregan en su harén. Los apareamientos ocurren en el agua.

## Galería de imágenes

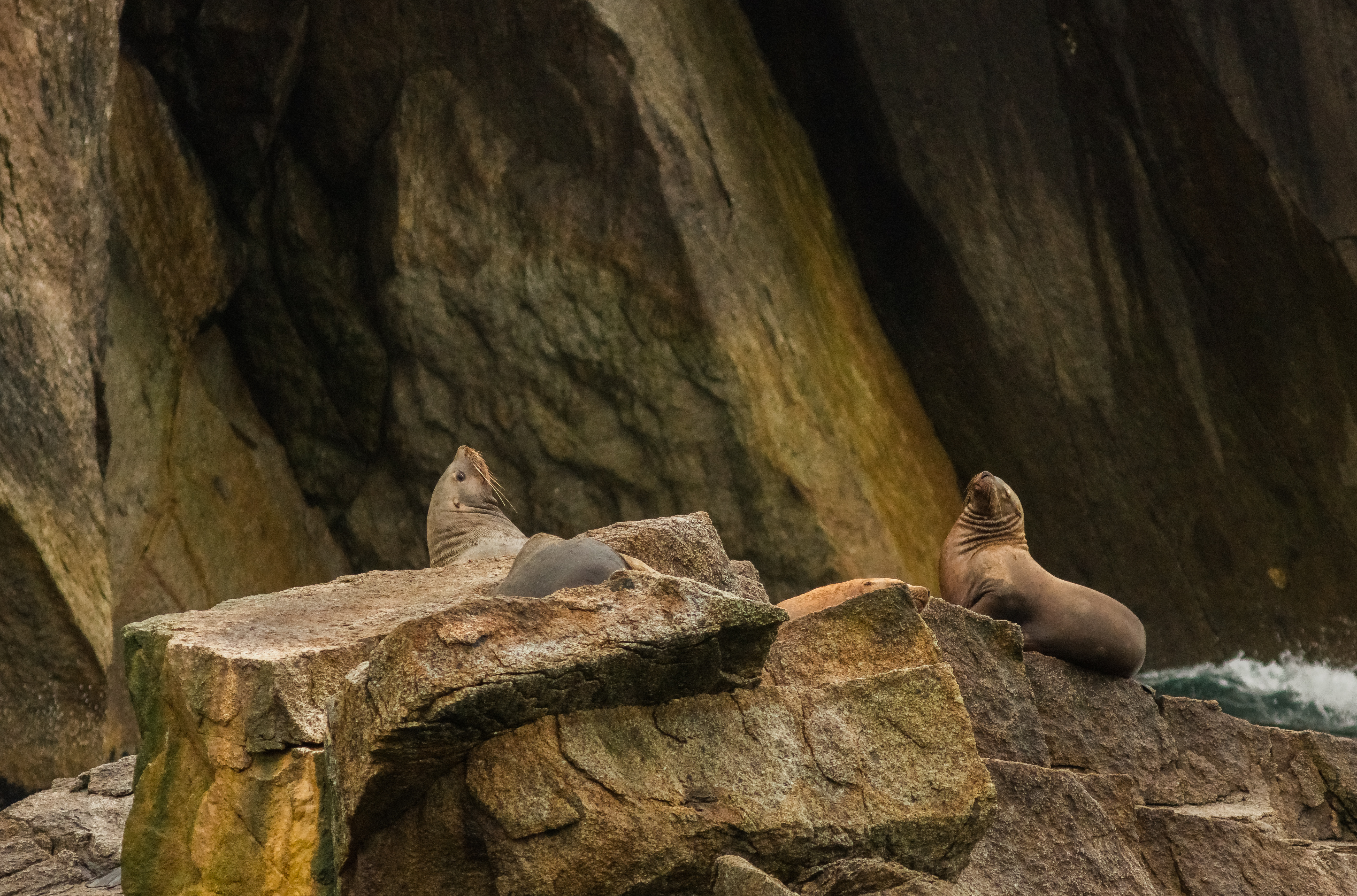
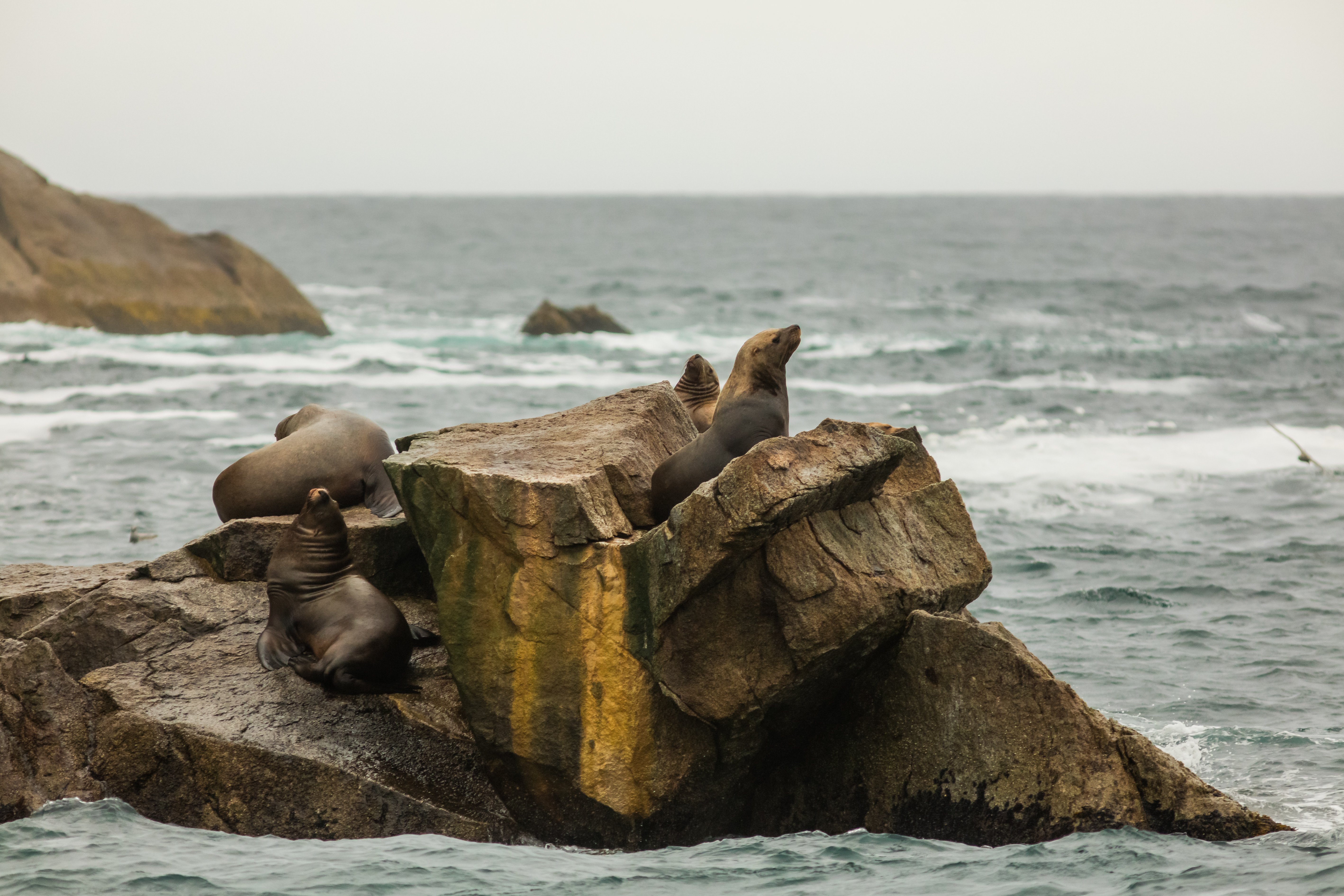
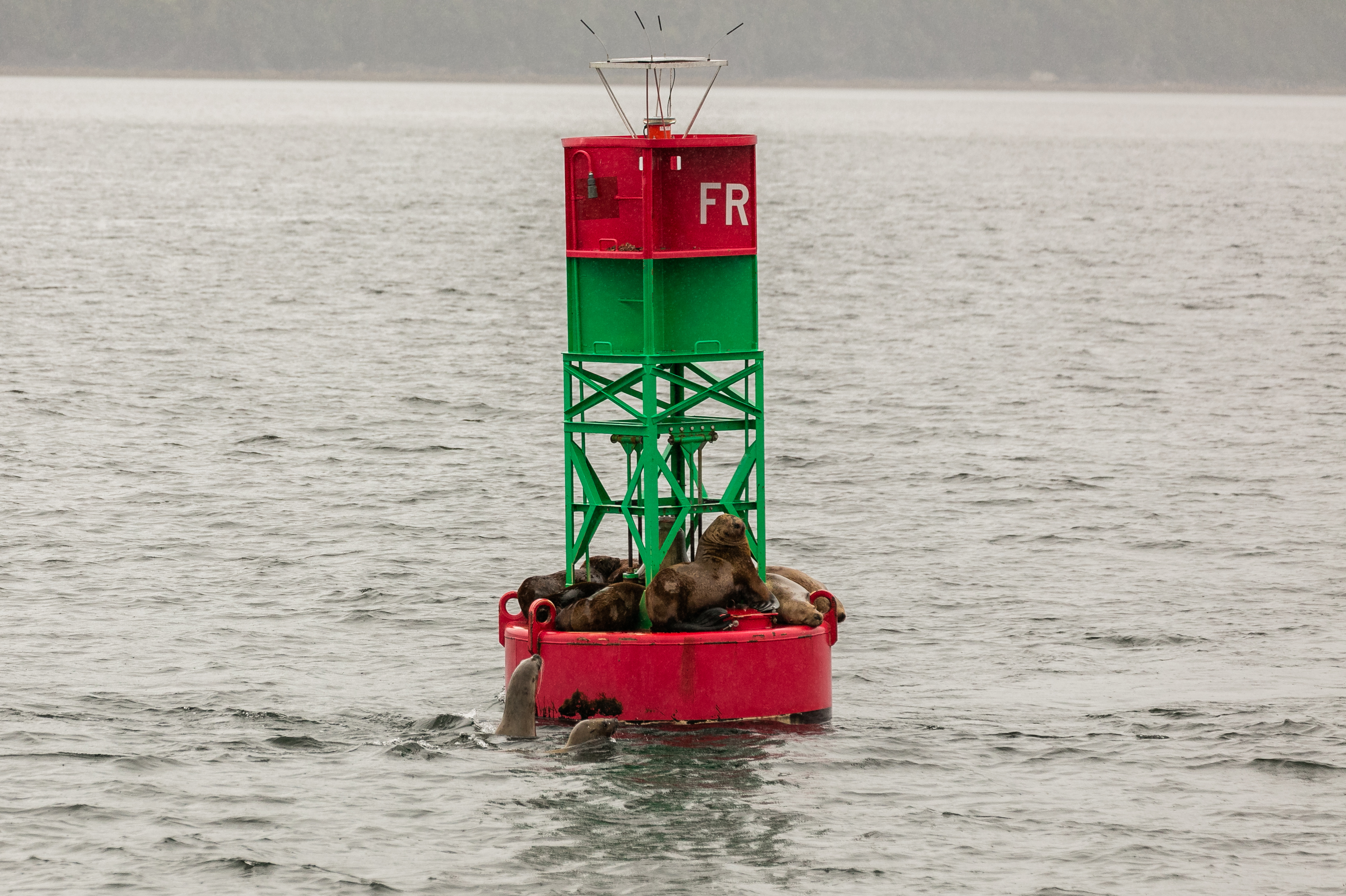

## Véase also
- Mono marino de Steller